# Amphitheater Mountain (Wyoming)
Der Amphitheater Mountain ist ein Berg im nordöstlichen Teil des Yellowstone-Nationalparks im US-Bundesstaat Wyoming. Sein Gipfel hat eine Höhe von 3366 m. Er ist Teil der Absaroka-Bergkette in den Rocky Mountains und liegt wenige Kilometer südwestlich des Ortes Cooke City. Er befindet sich 3 km südlich der Grenze zum Bundesstaat Montana; der Abiathar Peak liegt rund 2 km westlich.

## Belege
1. ↑  Amphitheater Mountain. Abgerufen am 19. Dezember 2020 (englisch).